# Архијерејско намесништво пиротско
Архијерејско намесништво пиротско сачињава одређени број црквених општина и парохија Српске православане цркве у Епархији нишкој, под надзором архијерејског намесника са седиштем у  у Пироту  у храму Успења Пресвете Богородице, у општини Пирот у Пиротском управном округу.
Намесништво опслужује вернике из Града Пирота и околних села. У свом саставу има - сакралне објеката изграђена у периоду од 19. до 21. века. У последњих двадесет година цркве намесништва доведене су у функционално стање неопходно за Богослужење верујућег народа.
У саставу Архијерејског намесништва Пиротског су 9 парохија са 38 храмова и манастира и један параклис.

## Парохије и храмови
| Парохија                                        | Седиште парохије | Храмови |
| ----------------------------------------------- | ---------------- | --- |
| Стара црква, Пазарска у Пироту, три парохиј     | Пирот            | Храм Рођења Христовог у Пироту • Храм Светог великомученика Харалампија у Костуру • Храм Светих лекара Козме и Дамјана у Расници • Храм Светог Игнатија Богоносца у Великом Суводолу • Храм Свете Петке у Малом Суводолу • Храм Свете Тројице у Гњилану • Параклис Светог пророка Илије у Барије Чифлику • Храм Светог великомученика Георгија у Присјану • Храм Светих апостола Петра и Павла у Бојнеговцу. |
| Саборна црква Тијабарска у Пироту, три парохије | Пирот            | Саборни храм Успења Пресвете Богородице у Пироту • Црква Светог Николаја Мирликијског у Белој • Црква Светог Јована Крститеља у Гостуши. |
| Изворска                                        | Пирот            | Храм Свете Тројице у Извору • Храм Свете Петке у Градишници • Храм Светог архангела Михаила у Пољској Ржани. |
| Крупачка                                        | Крупац           | Храм Преноса моштију Светог Николаја Мирликијског у Крупцу • Храм Светог Саве у Великом Јовановцу • Храм Успења Пресвете Богородице у Великом Селу. |
| Темачка                                         | Темска           | Храм Свете Петке у Темској • Храм Светог пророка Илије у Сопоту • Храм Светог Николаја - Свете Петке у Станичењу • Храм Светог Јована Крститеља у Станичењу • Храм Светих Кирика и Јулите у Станињцу • Храм Свете Петке у Јаловик Извору • Храм Светог великомученика Пантелејмона у Кални • Храм Свете Параскеве у Кални • Храм Светих апостола Петра и Павла у Ћуштици • Храм Светог Илије у Црном Врху • Храм Свете Тројице у Рудињу • Храм Свете Тројице у Топлом Долу • Храм Свете Тројице у Засковцима • Храм Светог пророка Илије у Црвенчеву • Храм Свете Петке у Церови • Храм Свих светих у Балти Бериловцу • Храм Свете Тројице у Куманову • Храм свете Петке у Орљи • Храм Светог великомученика Георгија у Вртовцима. |

## Галерија
- Храм Преноса моштију Светог Николаја Мирликијског у Крупцу
- Храм Рођења Христовог у Пироту
- Црква Светог Ђорђа у Осмакову
- Пећинска црква Светих Петра и Павла у Рсовцима